# Giro de Lombardía 1981
El Giro de Lombardía 1981, la 75.ª edición de esta clásica ciclista, se disputó el 17 de octubre de 1981, con un recorrido de 253 km entre Milán y Como. El vencedor final fue el holandés Hennie Kuiper, por delante de los italianos Moreno Argentin y Alfredo Chinetti. 

## Clasificación final
| Posición | Ciclista           | Equipo                | Tiempo    |
| -------- | ------------------ | --------------------- | --------- |
| 1        | Hennie Kuiper      | DAF Trucks-Cote d'Or  | 6h 32' 00 |
| 2        | Moreno Argentin    | Sammontana-Benotto    | + 27"     |
| 3        | Alfredo Chinetti   | Inoxpran              | m. t.     |
| 4        | Jean-Marie Grezet  | Cilo-Aufina           | m. t.     |
| 5        | Luciano Rabottini  | Santini-Selle Italia  | m. t.     |
| 6        | Tommy Prim         | Bianchi-Piaggio       | m. t.     |
| 7        | Emanuele Bombini   | Hoonved-Bottecchia    | m. t.     |
| 8        | Pascal Simon       | Peugeot-Esso-Michelin | m. t.     |
| 9        | Johan De Muynck    | Splendor-Wickes       | m. t.     |
| 10       | Claude Criquielion | Splendor-Wickes       | m. t.     |